# یبارک
یَبارَک، روستایی از توابع بخش مرکزی شهرستان شهریار در استان تهران ایران است.

## جمعیت
این روستا در دهستان جوقین قرار دارد و براساس سرشماری مرکز آمار ایران در سال ۱۳۸۵، جمعیت آن ۲٬۵۵۶ نفر (۶۴۶خانوار) بوده‌است.